# سباستيان مارتينيز مونيوث
سباستيان مارتينيز مونيوث (بالإسبانية: Sebastián Martínez Muñoz)‏ (6 يونيو 1993 بسانتياغو في تشيلي - ) هو مدرب كرة قدم ولاعب كرة قدم تشيلي في مركز الوسط. شارك مع منتخب تشيلي تحت 20 سنة لكرة القدم ومنتخب تشيلي لكرة القدم. أما مع النوادي، فقد لعب مع نادي أونيفرسيداد دي تشيلي.

## وصلات خارجية
- سباستيان مارتينيز مونيوث على موقع الاتحاد الدولي (مؤرشف)  (الإنجليزية)
- سباستيان مارتينيز مونيوث على موقع قاعدة بيانات كرة القدم.إي يو (الإنجليزية)
- سباستيان مارتينيز مونيوث على موقع ناشيونال فوتبول تيمز (الإنجليزية)
- سباستيان مارتينيز مونيوث على موقع Soccerway.com (الإنجليزية)
- سباستيان مارتينيز مونيوث على موقع AS.com (الإسبانية)